# طاهر بن أحمد الأزجي
طاهر بن أحمد بن أبي بكر الأزجي، وهو أبو بكر الأزجي ويلقب بالبقال، وكنيتهُ أبو بكر، وكان مشهوراً بكنيتهِ وسموهُ أصحاب الحديث طاهراً.
وكان محدثا من رواة الحديث عند أهل السنة والجماعة، وسمع الحديث من الحافظ أبي الفضل محمد بن ناصر السلامي، وأبي بكر محمد بن عبدة الزاغوني، وغيرهما.

## وفاته
توفي في بغداد يوم 10 محرم عام 604 هـ/1207م، ودفن في المقبرة الوردية.